# Zygoballus sexpunctatus
Zygoballus sexpunctatus là một loài nhện trong họ Salticidae.
Loài này thuộc chi Zygoballus. Zygoballus sexpunctatus được Nicholas Marcellus Hentz miêu tả năm 1845.

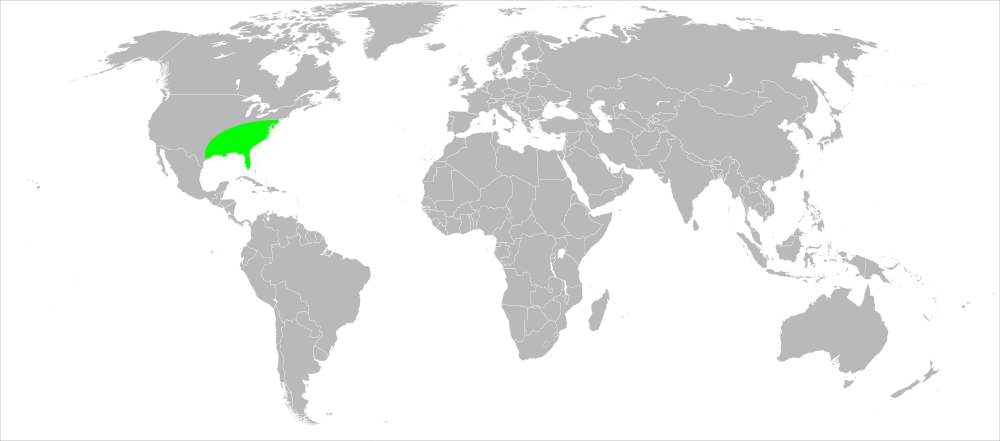
Zygoballus sexpunctatus

## Hình ảnh

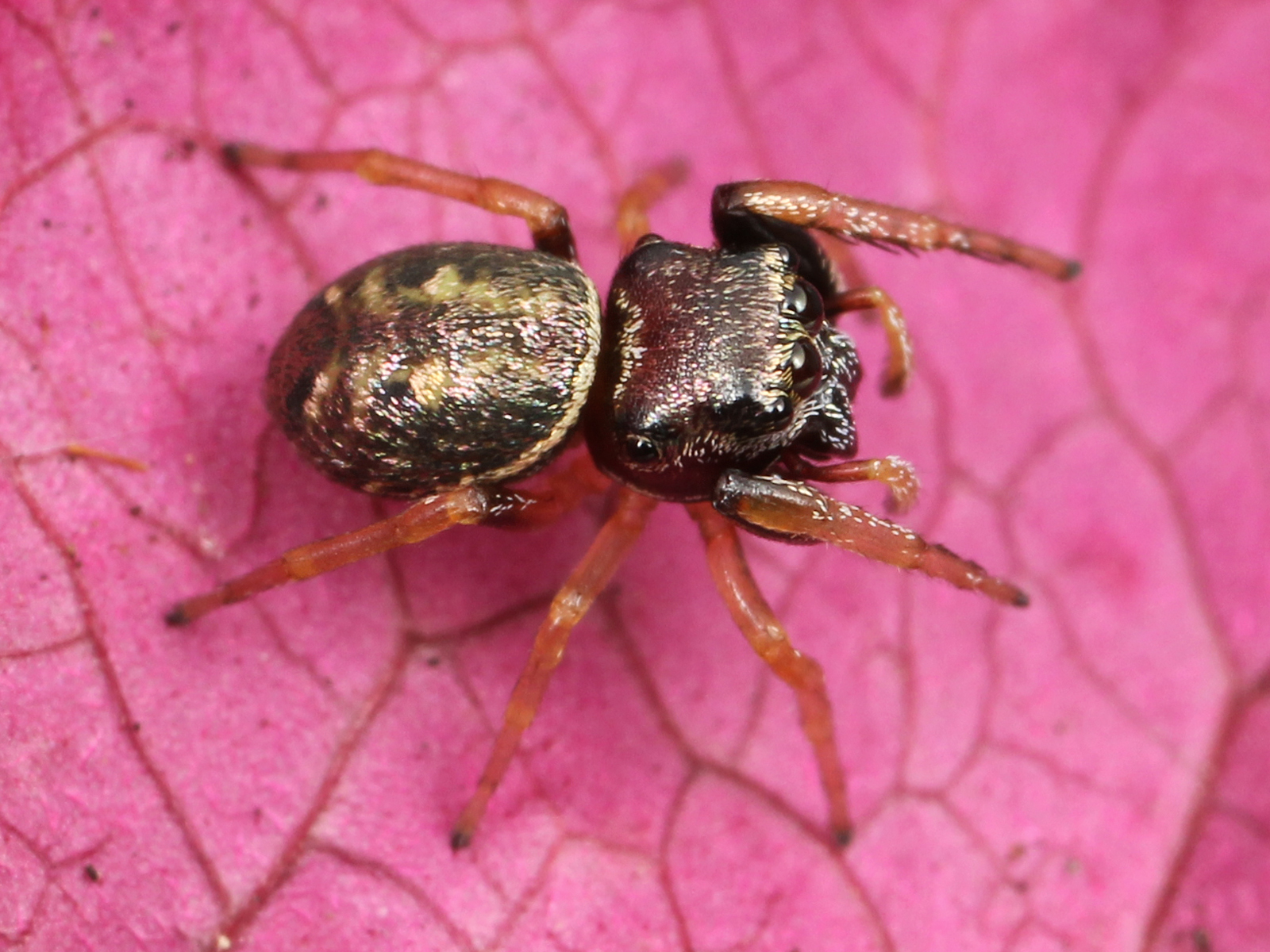
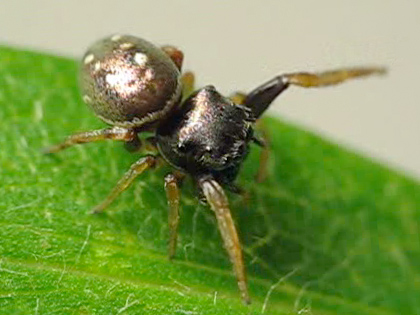
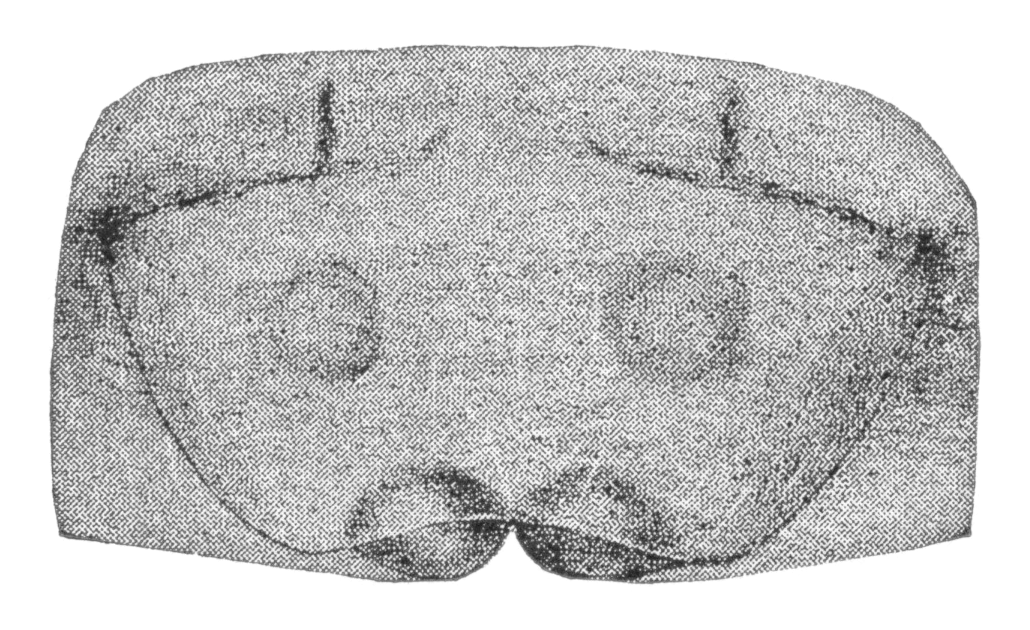
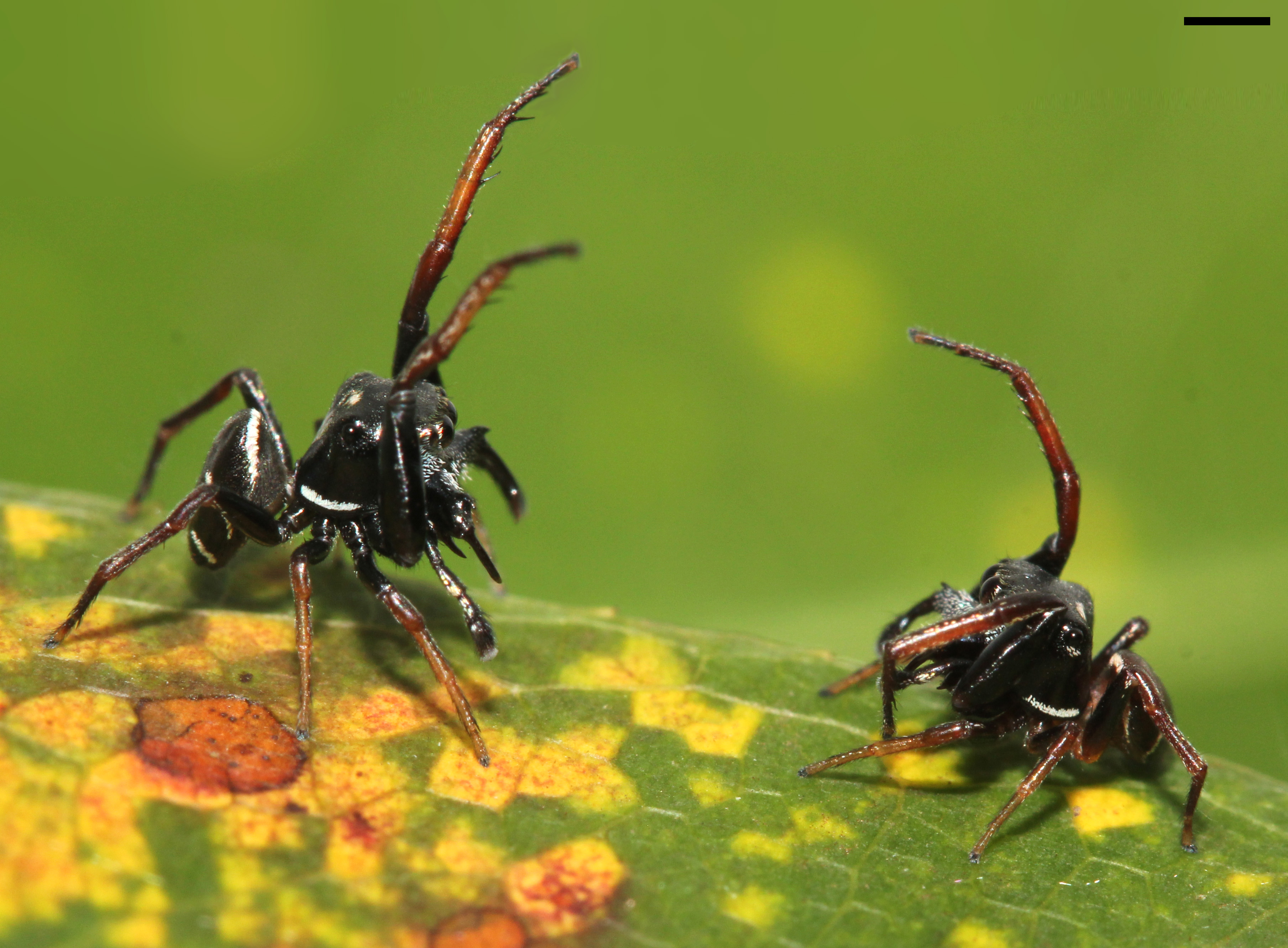